# Peter Garrett
Pour le photographe et alpiniste de fiction, voir Vertical Limit#Synopsis.
Pour les articles homonymes, voir Garrett.

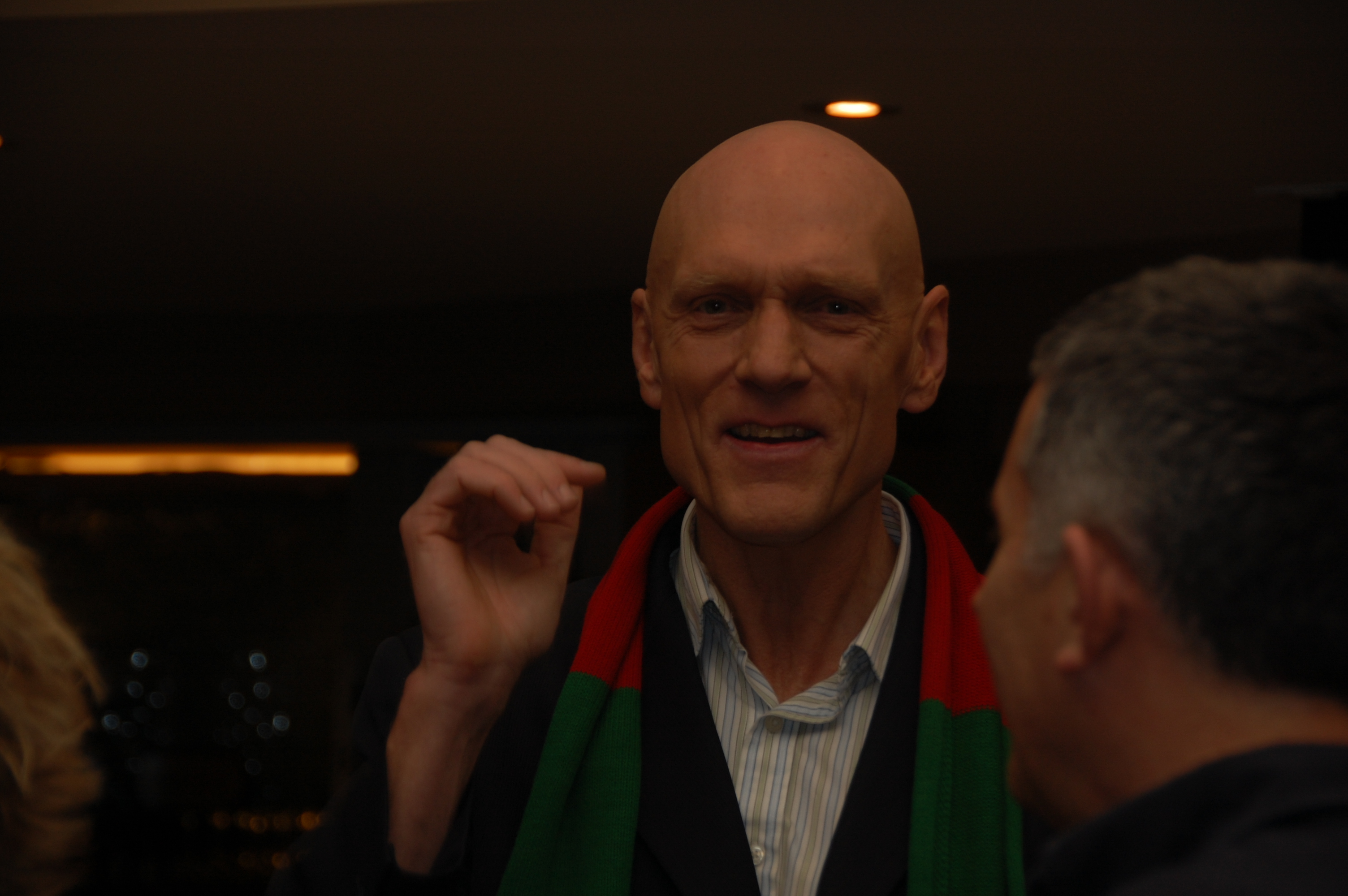
Peter Garrett

Peter (ou Pete) Garrett, né le 16 avril 1953 à Sydney, Australie, est un musicien, chanteur et homme politique australien. Il connut d'abord la célébrité en tant que leader du groupe de rock Midnight Oil, puis comme homme politique auprès de Kevin Rudd. Il fut surnommé le Géant Vert en raison de sa grande taille – 1,93 m – et de ses engagements en faveur de la défense de l’environnement.

## Carrière musicale
À la suite de la mort de sa mère dans un incendie, puis de son père mort durant son parcours scolaire, Peter élève seul ses frères et sœurs.
Parallèlement à sa carrière musicale, il poursuit ses études de droit et sciences politiques à l'université nationale australienne et obtient son diplôme en 1977.
Militant écologiste, il se fait remarquer à partir des années 1970 en défendant des causes variées comme le mouvement contre les mines d'uranium ou le mouvement de soutien au Tibet.
Peter Garrett devient en 1976 la voix du groupe de rock australien Midnight Oil, en répondant à une annonce. Le groupe connaîtra alors un certain succès en Australie, puis, à partir du milieu des années 1980, dans le reste du monde, avec des albums engagés et militants, faisant notamment référence à la défense des minorités et à l'écologie.
En 1987, il devient le leader de la fondation écologiste Australian Conservation Foundation.
À partir de 1993, alors que la carrière de Midnight Oil commence à s'essouffler, Garrett accentue ses engagements politiques. Il devient membre du conseil international de Greenpeace (1993-1995) et s’insurge contre la décision du président français Jacques Chirac de relancer les essais nucléaires dans le Pacifique.
Depuis la séparation de Midnight Oil en 2002, le groupe s'est ponctuellement reformé pour des concerts de charité, entre 2005 et  2009.
Ainsi, à la suite du tsunami du 26 décembre 2004, Midnight Oil s’est reformé pour le concert de soutien Wave Aid le 29 janvier 2005 à Sydney.
Le 7 juillet 2007, Garrett, au Sydney Football Stadium, a présenté le groupe Crowded House lors du Live Earth.
Le 14 mars 2009, Garrett a également joué, avec Midnight Oil, en direct au Melbourne Cricket Ground dans le cadre d'un concert de charité pour recueillir des fonds destinés aux victimes des feux de brousse dans l'État de Victoria.
Peter Garrett sort son premier album en solo, A Version of Now (en), le 15 juillet 2016. La même année, le groupe Midnight Oil se reforme pour une tournée mondiale, et, en 2020, il sort son premier album studio en dix-huit ans, The Makarrata Project,.
En 2021, il fait un duo avec Aldebert sur la chanson Assis soient-ils, présente sur le CD Enfantillages 4.
Il publie un deuxième album solo, The True North, le 15 mars 2024 et part en tournée en Australie.

## Carrière politique
En 1984, Garrett participe à la fondation du Parti pour le désarmement nucléaire (Nuclear Disarmament Party) et se présente la même année aux élections sénatoriales en Nouvelle-Galles du Sud où il n’obtient que 9 % des voix alors que 12,5 % étaient nécessaires.
Peter Garrett quitte Midnight Oil en décembre 2002 pour se concentrer pleinement à la politique. En 2004, il rejoint le Parti travailliste australien et en octobre de la même année, il est facilement élu député à la Chambre des représentants du parlement fédéral australien dans la circonscription de Kingsford Smith, dans la banlieue de Sydney.
En entrant dans la vie politique officielle, Garrett s’est éloigné de ses engagements les plus radicaux au point de soutenir l’alliance avec les États-Unis, y compris la présence des militaires américains dans son pays sur la base de Pine Gap.
En juin 2005, Garrett est devenu membre du cabinet fantôme travailliste, chargé de la réconciliation et de la culture (Shadow Parliamentary Secretary for Reconciliation and the Arts).
À la suite des élections législatives remportées par Kevin Rudd, Peter Garrett est nommé, le 29 novembre 2007, ministre de l'Environnement.
Le gouvernement Rudd a répondu à la Crise économique de 2008-2010 par un programme économique de soutien de la croissance de la demande. En 2010, la mauvaise gestion de l'argent injecté par le gouvernement dans l'isolation des toitures d'habitations amène à des feux dans des maisons et à une série d'accidents mortels parmi des ouvriers .  Alors qu'il avait écrit quatre fois pour indiquer ses inquiétudes avant les sinistres, Peter Garrett a été rétrogradé par Kevin Rudd, et le projet abandonné en avril 2010, avec des réclamations pour compensation de la part de ceux qui ont été affectés.
Peter Garrett devient ministre de l'éducation le 14 septembre 2010 dans le second gouvernement de Julia Gillard.
Après que Julia Gillard, qu'il a soutenue, ait été remplacée par Kevin Rudd, il annonce le 26 juin 2013 abandonner son poste de ministre et ne pas se représenter.

## Vie privée
Peter Garrett est marié depuis 1986 avec Doris avec laquelle il a trois filles.